# When Love Was Blind
When Love Was Blind er en amerikansk stumfilm fra 1911 af Lucius J. Henderson.